# Juge de paix au Canada
Pour les articles homonymes, voir Justice de paix.
Les juges de paix sont au Canada des institutions juridiques qui ont des compétences de proximité ou des compétences élargies, selon les régions et l'étendue de leur territoire de juridiction.
On distingue entre : 
- le juge de paix magistrat, soit un juge judiciaire pénal d'une Cour provinciale
- le juge de paix fonctionnaire, officier de justice en matière pénale qui remplit des fonctions administratives et non judiciaires

## Attributions
(octobre 2022).
Si vous disposez d'ouvrages ou d'articles de référence ou si vous connaissez des sites web de qualité traitant du thème abordé ici, merci de compléter l'article en donnant les références utiles à sa vérifiabilité et en les liant à la section « Notes et références ».
Les juges de paix ont au Canada un rôle clé dans l'administration de la justice au niveau provincial.
Chaque juge de paix est nommé par le lieutenant-gouverneur de la province, sur recommandation et avis du gouvernement provincial ou du procureur général.
Dans les vastes étendues canadiennes, les juges de paix sont dans certaines régions les seuls magistrats. Ainsi, dans les Territoires du Nord-Ouest, les juges de paix ont souvent compétence pour les crimes fédéraux. Mais dans les régions plus peuplées, ils président les audiences et les tribunaux à compétence provinciale. Hors tribunal, ils exercent d'autres fonctions judiciaires et délivrent les mandats de perquisition.
En Ontario, ils exercent un large rôle aux niveaux fédéral, provincial et municipal. En Colombie-Britannique, tous les magistrats sont des juges de paix.

## Sources
- (en) Cet article est partiellement ou en totalité issu de l’article de Wikipédia en anglais intitulé « Justice of the Peace » (voir la liste des auteurs), au paragraphe « Canada ».